# Harbin Z-20
Le Harbin Z-20 (chinois : 直-20) est un hélicoptère utilitaire de transport moyen chinois produit par le société Harbin Aircraft Industry Group (HAIG). Il a volé pour la première fois le 23 décembre 2013 et possède un poids maximal au décollage de l'ordre de 10 t,. Le Z-20 a un plafond de vol d'environ 4 000 m. Il a également été developpé pour être utilisé depuis le porte-avions Liaoning,. Ses performances sont considérées comme comparables à celles de l'hélicoptère Sikorsky UH-60 Black Hawk de fabrication américaine, dont la variante civile Sikorsky S-70 C-2 est utilisée par l'Armée populaire de libération depuis 1984,.

## Développement
Depuis les années 1980, la Force aérienne de l'Armée populaire de libération (PLAAF) a besoin d'un hélicoptère utilitaire moyen à haute altitude capable d'opérer dans les régions montagneuses de Chine. En 1984, la PLAAF a acquis 24 Sikorsky S-70 C-2 équipés de moteurs General Electric T700-701A améliorés auprès du gouvernement américain.
La Chine n'a pas pu acheter davantage d'avions Sikorsky à la suite des retombées des manifestations de la place Tiananmen en 1989, qui ont abouti à un embargo sur les armes imposé par l'UE et les États-Unis. Cela a conduit au développement d'un soi-disant «projet d'hélicoptère de 10 tonnes» indigène qui a débuté en 2006 et le Z-20 a effectué son premier vol le 23 décembre 2013. 
La production d'hélicoptères en Chine a reçu un coup de pouce massif après les tremblements de terre du Sichuan en 2008 qui ont mis en évidence la valeur des hélicoptères dans les missions humanitaires. En plus de la PLAAF, le Z-20 sera probablement utilisé par d'autres services de l'Armée populaire de libération. Il pourrait remplir le rôle d'un hélicoptère naval polyvalent pour la marine de l'Armée populaire de libération (PLAN) qui est suffisamment petit pour être interopérable avec tous les navires de la PLAN tout en disposant d'une gamme complète de capacités de lutte anti-sous-marine (ASW) installées,.
Le Z-20 a été testé transportant des missiles sur ses ailes. Une variante furtive du Z-20 est indiquée comme étant en cours de développement depuis 2015. Un analyste a déclaré que la Chine pourrait produire la variante furtive relativement facilement en raison de son accès à une section de queue modifiée du MH-60 Black Hawk, récupérée par les forces de sécurité pakistanaises après un crash lors du raid contre Ben Laden,.

## Caractéristiques

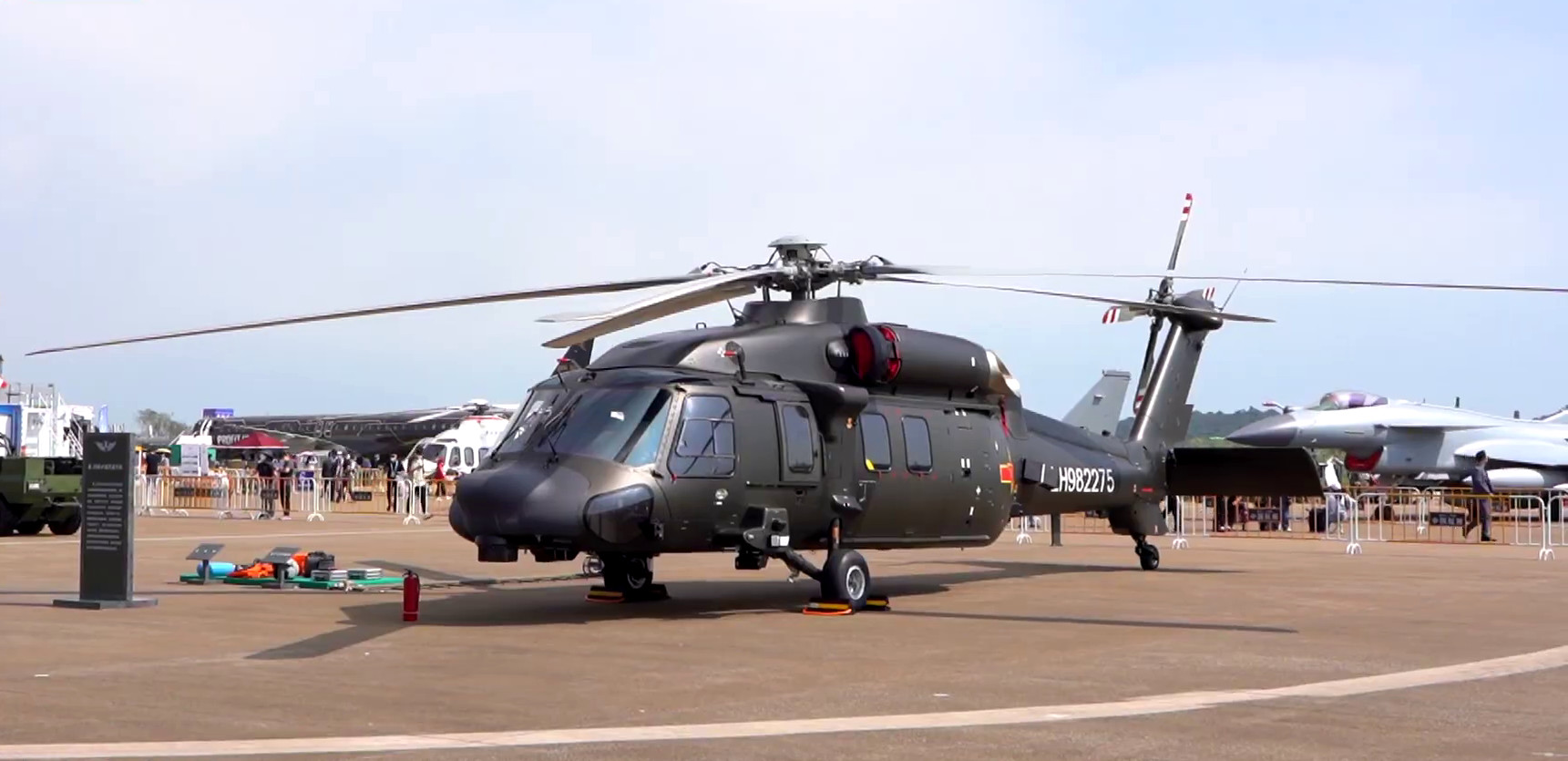
Présentation au sol du Z-20 au salon Airshow China 2022

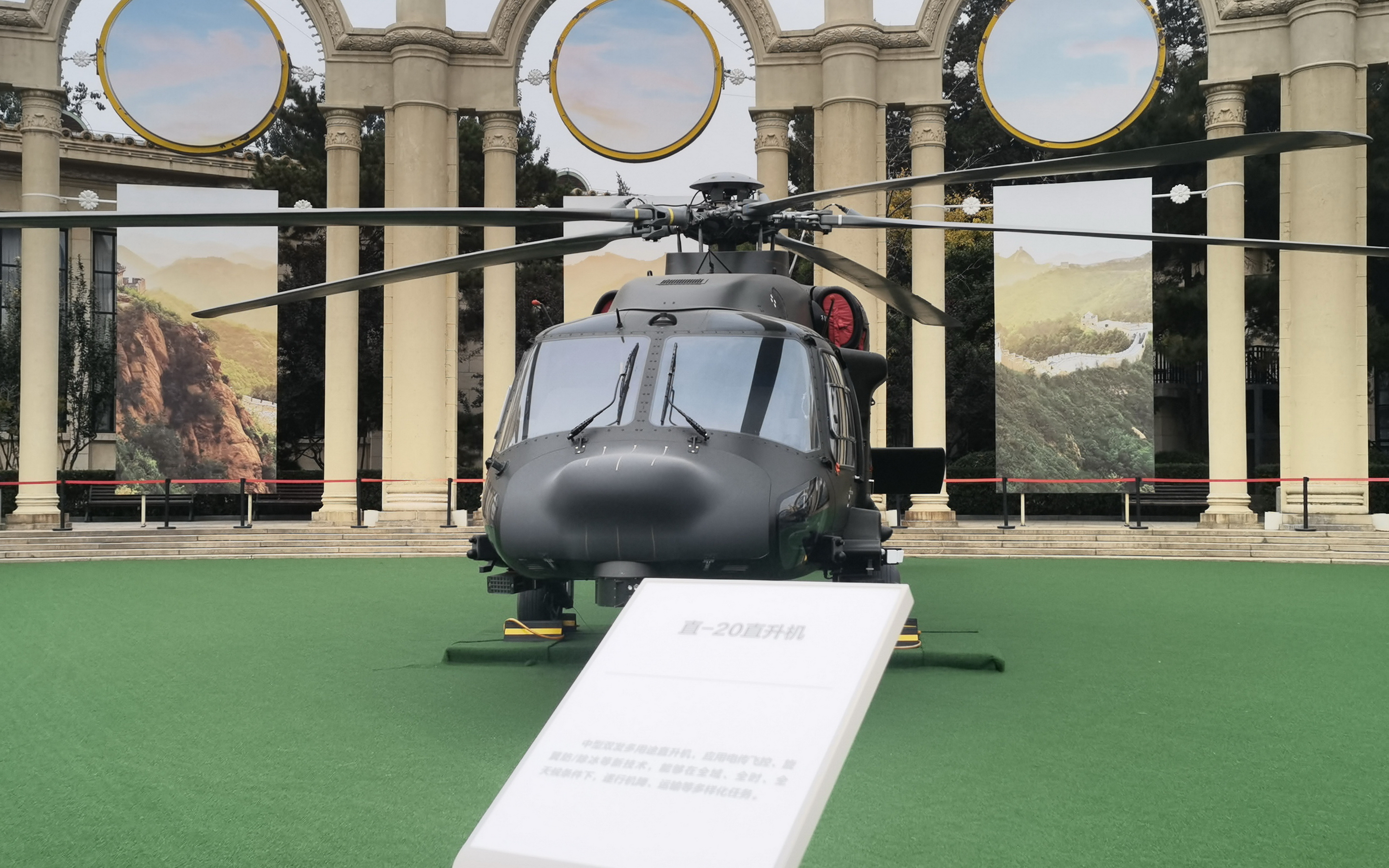
Hélicoptère Z-20

Le Z-20 est basé sur le S-70/UH-60 Black Hawk des années 1970,  que la Chine a acquis dans les années 1980,.
L'hélicoptère utilise des commandes de vol électriques et un rotor principal à cinq pales, le Black Hawk en a quatre. Le cadre de jonction entre la queue et le fuselage est plus anguleux que celui du Black Hawk, pour une meilleure portance, une plus grande capacité de cabine et une plus grande endurance. Les carénages situés derrière les pots d'échappement du moteur et sur la colonne vertébrale sont probablement destinés aux communications par satellite ou au système de navigation par satellite BeiDou.
On pense que le Z-20 est propulsé par le turbomoteur domestique WZ-10 fournissant 1 700 à 2 000 ch de puissance, comparable à la dernière version du moteur du Black Hawk, le GE T700-701D,. Le Z-20 intègre également de nouvelles technologies qui réduisent le poids et améliorent la portance ainsi qu'une technologie de dégivrage de pointe sur les pales du rotor. Ces caractéristiques lui permettent de mener des opérations à des altitudes d'environ 4 000 m. 

## Variantes

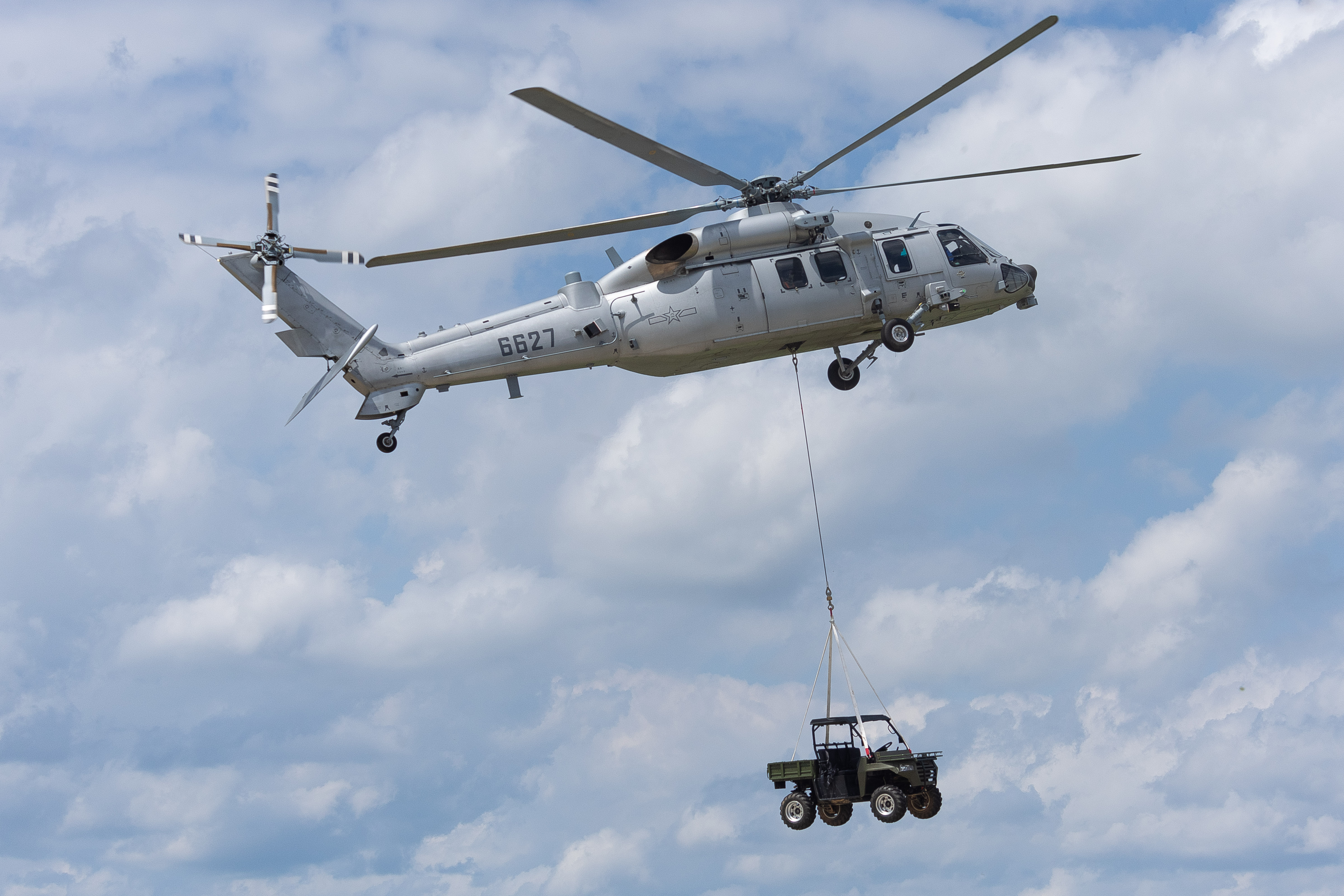
Chargement par élingue du Lynx CS/VP11 de PLAAF Z-20K au salon aéronautique de Changchun 2023

- Z-20: Variante de transport de base pour APL.
- Z-20W: Variante d'assaut armée comportant des ailes courtes avec deux points d'emport chacune pour les armes et des capteurs de ciblage, utilisée par l'APL[18],[19].
- Z-20S: Recherche et sauvetage (SAR) utilisé par l'APL. Équipé de caméra thermique (FLIR), d'un projecteur sous le fuselage, d'un treuil au-dessus de la porte de la cabine, d'un indicateur de position de crash (CPI) sous la poutre de queue, de nouvelles antennes de contre mesure électronique au-dessus du récepteur d'avertissement laser et d'équipements médicaux essentiels à l'intérieur de la cabine.
- Z-20K: Variante du corps aéroporté de la PLAAF optimisé pour les vols de nuit[20].
- Z-20KA: Variante d'assaut aérien du corps aéroporté de la PLAAF, dotée de points d'emport supplémentaires pour les armes et les capteur électro-optique[21].
- Z-20KS: Variante de recherche et de sauvetage du corps aéroporté de la PLAAF[22].
- Z-20J: Variante utilitaire/transport naval[23]
- Z-20F: Variante navale de lutte anti-sous-marine. Équipé d'un radar de surface sous le nez, d'un détecteur d'anomalie magnétique, de pylônes d'armement pour torpilles et missiles anti navires, d'un sonar plongeant sous le fuselage et d'une fenêtre à bulles pour l'observation[24].
- Z-20 PAP: variante de la Police Armée(PAP)[25]

## Opérateurs
République populaire de Chine
- Force terrestre de l'Armée populaire de libération – environ 150 unités de variantes Z-20[26].
- Marine de l'Armée populaire de libération[27].
- Force aérienne de l'Armée populaire de libération – 6 unités de Z-20K et plus de 15 unités de Z-20S[26].
- Police armée populaire[28]